# Parkajaure
Parkajaure (nyare stavning Bárkájávrre) är en sjö i Jokkmokks kommun i Lappland och ingår i Luleälvens huvudavrinningsområde. Sjön har en area på 1,14 kvadratkilometer och ligger 583 meter över havet. Sjön avvattnas av vattendraget Parkajåkka som rinner vidare till sjön Peuraure. Parkajaure största tillflöde är Sierggajågåsj som kommer från snölegorna på Goabddábakte. Samevistet Parka ligger vid Parkajaure och den närbelägna mindre sjön Unna Parkajaure. Parka skadades svårt när den orkan drog fram 19 december 2007. Kungsledens vinterled passerar Unna Parkajaure och korsar Parkajaures is. Sommarleden går tre kilometer väster om vinterleden.

## Delavrinningsområde
Parkajaure ingår i det delavrinningsområde (741192-157736) som SMHI kallar för Utloppet av Parkajaure. Medelhöjden är 715 meter över havet och ytan är 11,55 kvadratkilometer. Räknas de 3 avrinningsområdena uppströms in blir den ackumulerade arean 38,72 kvadratkilometer. Parkajåkka som avvattnar avrinningsområdet har biflödesordning 4, vilket innebär att vattnet flödar genom totalt 4 vattendrag innan det når havet efter 314 kilometer. Avrinningsområdet består mestadels av skog (40 procent) och kalfjäll (47 procent). Avrinningsområdet har 1,14 kvadratkilometer vattenytor vilket ger det en sjöprocent på 9,9 procent.